# دهستان یالقوزآغاج
دهستان یالقوز آغاج در بخش کشکسرای از توابع شهرستان مرند در استان آذربایجان شرقی است. این بخش در جلسه مورخ ۹۹/۱۰/۱۰ هیات وزیران تصویب شد